# Athimarapatti
Athimarapatti là một thị xã panchayat của quận Toothukudi thuộc bang Tamil Nadu, Ấn Độ.

## Nhân khẩu
Theo điều tra dân số năm 2001 của Ấn Độ, Athimarapatti có dân số 17.527 người. Phái nam chiếm 51% tổng số dân và phái nữ chiếm 49%. Athimarapatti có tỷ lệ 68% biết đọc biết viết, cao hơn tỷ lệ trung bình toàn quốc là 59,5%: tỷ lệ cho phái nam là 71%, và tỷ lệ cho phái nữ là 66%. Tại Athimarapatti, 13% dân số nhỏ hơn 6 tuổi.